# 2. Tuareg-Rebellion
Die 2. Tuareg-Rebellion war in den Jahren 1990–1995 ein bewaffneter Tuareg-Aufstand gegen die Regierungen von Mali und Niger. Hintergrund der Konflikte waren der Widerstand des Berbervolkes gegen Unterdrückung und Ausgrenzung durch die jeweiligen Staaten sowie Autonomiebestrebungen.

## Vorgeschichte

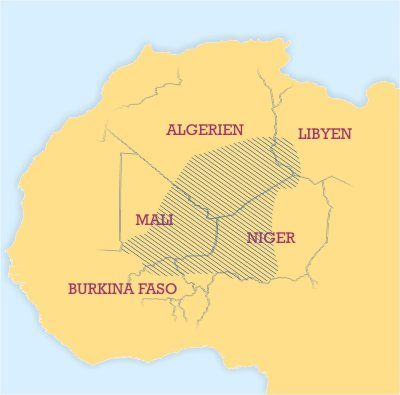
Verbreitungsgebiete der Tuareg

Die Rebellion wurde von verschiedenen Tuareg-Gruppen im Niger und in Mali entfacht. Ziel war es, Autonomie zu erreichen oder gar einen eigenen Nationalstaat zu etablieren. Vorangegangen waren den Ereignissen heftige regionale Hungersnöte und Flüchtlingskrisen in den 1980er Jahren, die in eine Zeit allgemeiner politischer Unterdrückung in beiden Ländern fielen. Hungersnöte katastrophalen Ausmaßes – insbesondere 1914 – führten bereits in den 1910er Jahren zu den ersten gewaltsamen Erhebungen der Tuareg gegen die Kolonialmacht Frankreich, die 1917 mit dem „Kaosenaufstand“ in Agadez letztlich scheiterten. In Mali trat 1916 der Amenokal Firhoun der Ikazkazan-Tuareg, Anhänger des antifranzösischen Senussi-Ordens, rebellisch in Erscheinung.
Konflikte entstanden bereits in der Zeit zwischen dem 7. und 14. Jahrhundert, weil die Grenze zwischen hellhäutigen arabo-berberischen Tuaregvölkern mit (halb)-nomadischer Lebensgrundlage als Tierhalter und den sesshaften, Ackerbau betreibenden, dunkelhäutigen subsaharanischen Bauernvölkern fließend war beziehungsweise ist. Letztere hatten ihrerseits Staaten gegründet und bekleideten öffentliche Ämter. Ausfluss diese Konfliktpotentials war in den 1960er Jahren bereits die 1. Tuareg-Rebellion (1961/62–1964), der weitere postkoloniale Rebellionen folgen sollten.
Viele Tuareg wünschten sich eine unabhängige Tuareg-Nation, nachdem der französische Kolonialismus geendet hatte. Soweit die Tuareg-Rebellion der 1960er Jahre noch kraft vehementer militärischer Gegenwehr der Regierungstreitkräfte Malis innerhalb kurzer Zeit niedergeschlagen werden konnte, wuchs die Unzufriedenheit über die postkolonialen Regierungen so sehr, dass die Tuareg erheblich intensiver aufrüsteten, um sich zur Wehr zu setzen.

## Politische Hintergründe
Die Tuareg leben einerseits als verhältnismäßig große Mehrheit in den Sahara-Staaten, sind in anderen Regionen der Sahara andererseits kaum anzutreffen. Vielfach wurden die Tuareg von ihren Regierungen von der Mittelmeerküste bis in den Sahel ausgegrenzt. Desertifikation und Dürren in den 1970er Jahren sowie enorme Viehverluste in den 1980er Jahren zwangen die Tuareg, von ihren traditionellen Wanderrouten abzuweichen, was zu Konflikten mit den ansässigen Volksgruppen führte. Hilfe wurde den Tuareg seitens der Regierungen regelmäßig nicht zuteil. Viele im Niger und in Mali ansässige Tuareg flohen in die Flüchtlingslager Algeriens und Libyens. Libyens Staatschef Muammar al-Gaddafi rekrutierte unter den Tuareg Söldner, die in Kriegshandelsgebieten wie dem Tschad, dem Libanon und in Sri Lanka bei den Tamil Tigers eingesetzt wurden. In den Lagern bildeten sich zudem Widerstandsabsprachen und Rebellengruppen. Bereits 1985 hatte sich in Libyen eine politische Oppositionsgruppe unter den Tuareg gebildet, die sich als die Volksfront der nationalen Befreiung (Front Populaire de Libération Nationale-Chamssyya/FPLN) bezeichnete.
In Mali und im Niger waren die autoritären aber schwachen Regierungen wirtschaftlich mit den Hungersnöten überfordert, was zu hoher Aufregung in den Gemeinden der Länder führte. In Mali regierte Präsident Moussa Traoré, der sich als ehemaliger militärischer Führer 1968 an die Macht geputscht hatte. Der wachsende Armutsdruck und Beschränkungsmaßnahmen des Internationalen Währungsfonds (IWF) drosselten die Regierungsausgaben. Es musste attestiert werden, dass die mehr als zwanzigjährige Einparteienherrschaft des Präsidenten am Ende war. Am 22. März 1991 wurde er seinerseits durch einen Militärputsch gestürzt (siehe Putsch in Mali 1991).
Kaum anders präsentierten sich die Umstände im Niger. Dort herrschte Präsident Ali Saïbou, ein Zarma und nicht gewählter militärischer Nachfolger des 1974 an die Macht geputschten Generals Seyni Kountché. Saïbou stand vor ähnlichen Problemen. Am 9. Februar 1990 lösten Studenten friedliche Proteste aus. Nach Anschlägen aufständischer Tuareg auf die Unterpräfektur des Arrondissements Tchintabaraden mit zahlreichen Toten, wurden die Militärgesetze aufgehoben. Damit wurde Saïbou de facto entmachtet. Im Mai 1990 verhafteten und folterten nigrische Militärs mehrere Hundert Tuareg in Tchintabaraden, Gharo und Ingall, bekannt geworden als das Tchintabaraden-Massaker. Die Amtszeit Saïbous endete 1993 mit den von Mahamane Ousmane gewonnenen Präsidentschaftswahlen.
Die Empörung der Tuareg trug zur Schaffung von bewaffneten aufständischen Gruppen und Parteien bei: die Befreiungsfront des Aïr und Azawad (FLAA), die Union für Demokratie und sozialen Fortschritt (UDPS-Amana) sowie die Témoust-Befreiungsfront (FLT).

### Bürgerkrieg und Friedensvereinbarung in Mali (1990–1996)

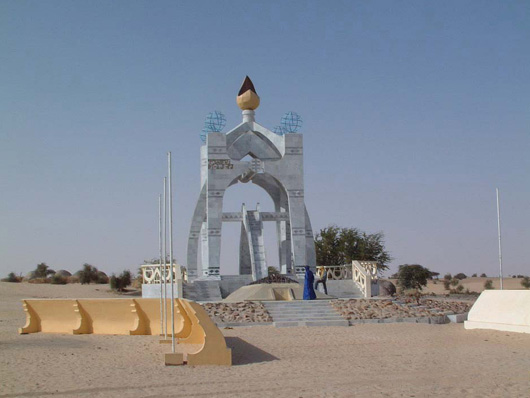
Denkmal zur Erinnerung an die Zeremonie Die Flamme des Friedens (Timbuktu)

In Mali begann der Aufstand im Jahr 1990 als Tuareg-Separatisten Regierungsgebäude rund um Gao in Mali angegriffen. Die malische Armee ging zu Vergeltungsmaßnahmen über und es entstand eine ausgewachsene Rebellion. Die Unmöglichkeit sich dagegen zu erwehren, führte zu massiven Beschwerden der Tuareg gegen das Regime Moussa Traorés. Der Konflikt legte sich vorübergehend, als sich um Alpha Oumar Konaré eine neue Regierung (Alliance pour la Démocratie en Mali / ADEMA) bildete. Die Tuareg wurden um 1992 gesellschaftlich etwas besser integriert in der Zeit. Bereits 1994 griffen die in Libyen ausgebildeten und hoch bewaffneten Tuareg Gao erneut an, was erneut zu Repressalien der Obrigkeit führte und zur Schaffung der Ganda-Koy-Songhai-Miliz schwarzafrikanischer Seßhafter gegen die Tuareg. Mali fiel nunmehr in einen Bürgerkrieg.
1995 konnte eine Friedensregelung ausgehandelt werden. Die Waffen wurden 1996 in Timbuktu als symbolische Beendigung des Konfliktes zerstört und teilweise verbrannt. Hieran erinnert seit 1996 das Denkmal „La Flamme De La Paix“ in Timbuktu. Wenngleich separatistisches Anspruchsdenken ausblieb, blieb die Situation gleichwohl sehr angespannt, denn man befürchtete, dass die Konflikte erneut ausbrechen würden. Die malischen Tuareg-Rebellen hatten sich oftmals an den Friedensprozessen beteiligt. Die 1995 offerierten Friedensangebote sahen vor, dass die Rebellion beendet würde und versprach die Rückführung von Tuareg-Gemeinschaften in den Süden des Landes und Möglichkeiten. Außerdem sollten malische Tuareg an der Zentralregierung in Bamako beteiligt werden.

### Rebellion und Friedensvereinbarung im Niger (1990–1995)
Die Rebellion im Niger begann 1990, indem im Aïr-Gebirge sporadische Kämpfe begonnen und fortgesetzt wurden. Fremde wurden aus den touristischen Zentren von Agadez und der traditionellen Handelsstadt der Tuareg, Ingall sowie aus der Bergbaustadt Arlit evakuiert, weil die nigrische Armee die Einheimischen bewaffnete. Angriffe gab es zunächst nur wenige, weshalb sich diese Maßnahme als unfruchtbar erwies. Der wirtschaftliche Schaden hingegen war enorm zumal keine Devisen in die Regionen mehr flossen.
Die beiden wichtigsten Rebellengruppen im Niger stimmten einem Waffenstillstand erst 1994 zu, parallel zum Wiederaufflammen kriegerischer Handlungen in Mali. Zwei Dachorganisationen wurden gebildet, die als „Organisation des bewaffneten Widerstands (Organisation de Resistance armee, ORA)“ und als „Organisation koordinierten bewaffneten Widerstand (Coordination de Resistance armee, CRA)“ in Erscheinung traten. Sie führten eine Reihe von Verhandlungen mit der Regierung, interpunktiert diese jedoch durch stets wieder aufkeimende Gewalt auf beiden Seiten. Die „CRA“ unterzeichnete im Oktober 1994 ein Abkommen, das bereits 1995 obsolet war, weil die Konflikte mit der Regierung offen ausbrachen. Die „ORA“ handelte im April 1995 dann eine Friedensvereinbarung aus, die von der anderen Dachorganisation jedoch abgelehnt wurde. Mano Dayak, der „CRA“-Verhandlungsführer und Vorkämpfer für den Friedensvertrag sowie der Führer der Tuareg-Rebellen der Ténéré-Region, starben auf dem Weg zu den Friedensverhandlungen nach Niamey, als das Flugzeug beim Start aus ungeklärten, mysteriösen Gründen explodierte.
Schließlich konnte am 15. April 1995 mit allen Tuareg- sowie einigen Tubu-Rebellengruppen in Ouagadougou, der Hauptstadt von Burkina Faso eine Friedensvereinbarung ausgehandelt werden. Damit war das Ende der meisten Kämpfe besiegelt. 1998 unterwarf sich die letzte Rebellengruppe der Regelung. Die Regierung stimmte Ende der 1990er Jahre sogar zu, verschiedenen ehemaligen Rebellen Militärlaufbahnen zu gewähren beziehungsweise sie mittels französischer Hilfe in ein produktives Zivilleben zurückführen.

## Beteiligte Rebellengruppen

### Malische Tuareg-Gruppierungen
In Mali waren zahlreiche Rebellengruppen aktiv.
- Arabische Islamische Front Azawad (FIAA)
- Volksbewegung für die Befreiung Azawads (MPLA oder MPA)
- Revolutionäre Befreiung-Armee der Azawad (ARLA)
- Volks-Befreiungsfront der Azawad (FPLA)
- Arabische Bewegung der Azawad (FNLA)
- Autonome Gruppe von Timitrine
- Autonome Befreiungsfront der Azawad (FULA)
- Patriotische Bewegung Ganda-Koy (MPGK)

Die meisten der genannten Rebellenbewegungen schlossen sich 1991 zur United Movements and Fronts of Azawad (MFUA) zusammen.

### Nigrische Tuareg-Gruppierungen
Im Niger gab es vornehmlich zwei Rebellenbewegungen:
- Befreiungsfront des Aïr und Azawad (FLAA)
- Témoust-Befreiungsfront (FLT), angeführt von Mano Dayak